# Club Natació Sant Andreu
Club Natació Sant Andreu é um clube de natação e polo aquático espanhol da cidade de Sant Andreu de Palomar. atualmente na Divisão de Honra.'

## História
O Club Natació Sant Andreu foi fundado em 1971.